# Els Hostalets (Prats de Molló)
Els Hostalets, o Sant Salvador, antigament Sant Salvador de les Planes, és un poble de la comuna de Prats de Molló i la Presta, de la comarca nord-catalana del Vallespir.
Es troba a uns 2 quilòmetres i mig a ponent del cap de la comuna, la vila de Prats de Molló, a la riba esquerra del Tec. És a mig camí entre Prats de Molló i els Banys de la Presta.
És un poble d'hàbitat dispers, amb les cases i masies de la Sala, la Portella, el Maçanell, el Boix, les Queroses, Mas Pla, Can Roure, Agrefull i Can Camaut del Pla d'en Sala, entre d'altres.